# Capitão Frio

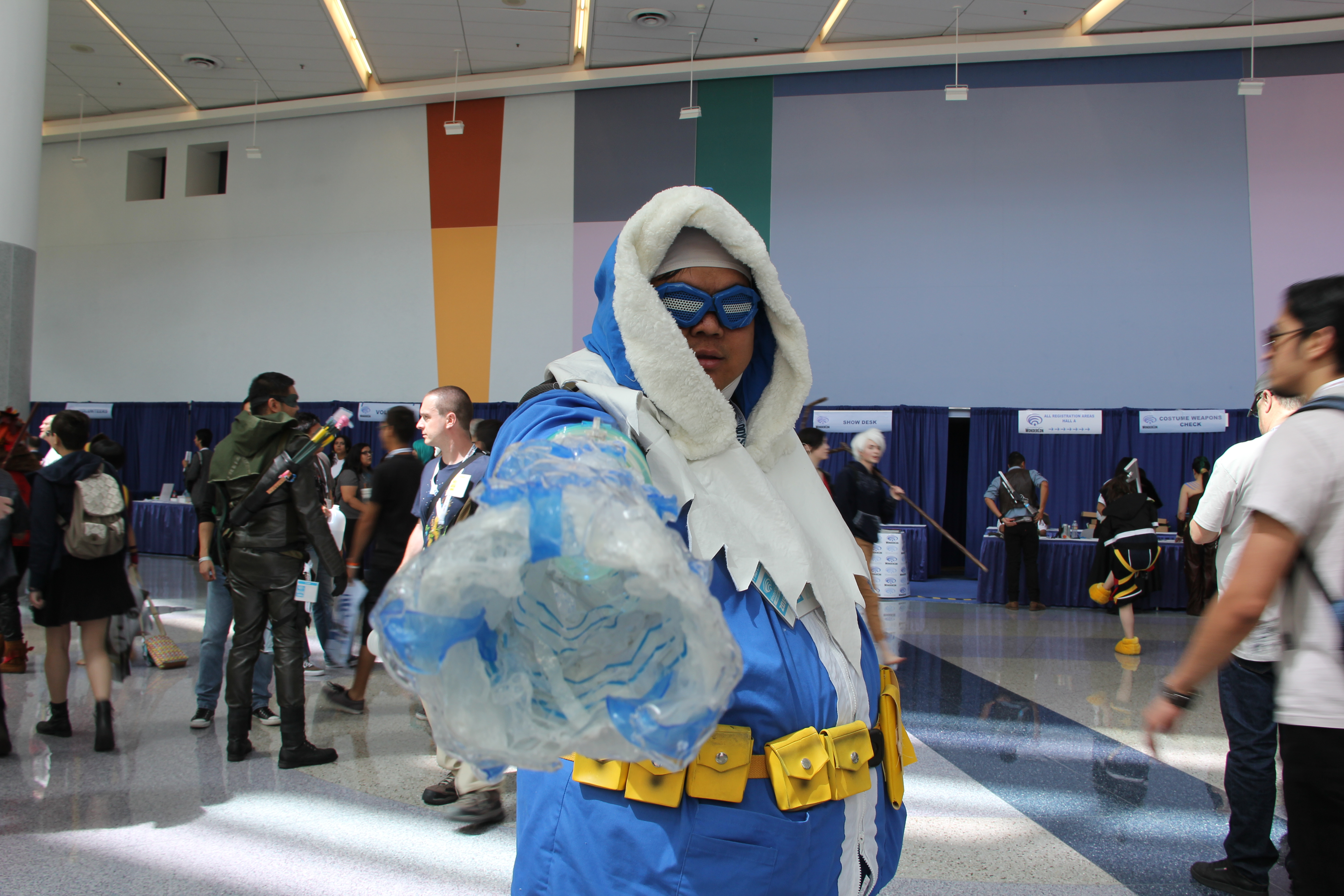
Um cosplay do vilão do Flash, Capitão Frio

Leonard Snart é o homem conhecido como Capitão Frio, um vilão da DC Comics e arqui-inimigo do Flash/Barry Allen, e também é irmão da vilã Lisa Snart / Patinadora Dourada. A infância de Snart foi marcada por abusos de seu pai, então, ele se refugiou com seu avô, que trabalhava em um caminhão de gelo. Quando seu avô faleceu, Snart cresceu alimentando a ira que tinha por seu pai, e foi isso que deu um grande impulso para ele iniciar uma carreira criminosa. O seu primeiro crime foi quando juntou-se com um grupo de ladrões para executar um roubo, e foi nesse caso que ele usou pela primeira vez sua pistola especial, que emite raios congelantes e seus óculos com lentes negras, para suportar luzes fortes e não ser reconhecido.
Foi capturado e preso por Barry Allen junto com seu bando e nesse dia jurou vingança ao Flash e prometeu que iria matá-lo. Mais tarde fundou a Galeria de Vilões do Flash, onde era o líder, e atuava junto de seus comparsas, o Capitão Bumerangue, Mago do Tempo, Mestre dos Espelhos, O Pião e outros inimigos do Velocista Escarlate.

## Outras Mídias
- Aparece na série norte-americana The Flash, sendo interpretado por Wentworth Miller. Na série, Snart consegue sua arma de gelo após a explosão do Acelerador de Partículas do S.T.A.R. Labs, e após ter um de seus roubos parados pelo Flash, jura voltar para Central City e tomar a cidade das mãos do velocista.
- Novamente interpretado por Wentworth Miller, aparece na série Legends of Tomorrow.
- Nos desenhos animados, apareceu com notabilidade no desenho dos Superamigos atuando na Legião do Mal, sendo liderado por Lex Luthor. Em Liga da Justiça Sem Limites fez uma "ponta" no episódio Flash e a Substância, junto com vários outros inimigos do herói.
- Aparece também no filme Liga da Justiça: Ponto de Ignição e JLA Adventures: Trapped in Time.